# Odontocarya schimpffii
Odontocarya schimpffii är en tvåhjärtbladig växtart som beskrevs av Friedrich Ludwig Diels. Odontocarya schimpffii ingår i släktet Odontocarya och familjen Menispermaceae. Inga underarter finns listade i Catalogue of Life.